# Montereau-sur-le-Jard
 Montereau-sur-le-Jard  es una población y comuna francesa, en la región de Isla de Francia, departamento de Sena y Marne, en el distrito de Melun y cantón de Melun-Nord.

## Demografía
| 269 | 240 | 250 | 264 | 284 | 567 |
| Para los censos de 1962 a 1999 la población legal corresponde a la población sin duplicidades (Fuente: INSEE [Consultar]) |     |     |     |     |     |